# Alfred Steinmann
Alfred Steinmann (* 10. Januar 1892 in Luzern; † 3. Januar 1974 in Zürich) war ein Schweizer Ethnologe.

## Leben
Steinmann ist in Luzern aufgewachsen und studierte ab 1911 Botanik, Geografie und Ethnologie an der Universität Zürich (1916 Dr. phil. nat.). Er war bei  Alfred Ernst Assistent am Institut für allgemeine Botanik. Ab 1920 war er Spezialist für die Behandlung von Pflanzenkrankheiten, v. a. von solchen des Teebaums, am Institut von Buitenzorg auf Java. Von 1935 bis 1938 studierte Steinmann Ethnologie in Wien. 1939 wurde er Privatdozent an der Universität Zürich für Völkerkunde. Von 1948 bis 1962 lehrte er als Titularprofessor und von 1941 bis 1963 war er Direktor der Sammlung für Völkerkunde der Universität Zürich, aus der das Völkerkundemuseum hervorging.

## Schriften (Auswahl)
- Studien über die Azidität des Zellsaftes beim Rhabarber. Jena 1916, OCLC 636572468.
- Ausstellung indonesische Textilien. Sammlung Dr. Alfred Steinmann, 21. Sept. bis Okt. 1938. Zürich 1938, OCLC 84088184.
- Les "Tissus à Jonques" du Sud du Sumatra. Revue des Arts Asiatiques XI, 3, Paris 1937, OCLC 695395198.
- Das kultische Schiff in Indonesien. JPEK Jahrbuch für prähistorische und ethnographische Kunst 13–14, Berlin 1939/1940, S. 149–204. OCLC 23300716
- Die Ornamente der Ikat-Gewebe von Sumba. St. Gallen 1940, doi:10.5169/seals-145050#50/, OCLC 79815531.
- Einführung in die Sammlung für Völkerkunde der Universität Zürich. Zürich 1956, OCLC 15088420.
- Batik. A Survey of Batik Design. Leigh-on-Sea 1958, OCLC 1071205776.